# Chris Rucker
Chris L. Rucker (Warren, 12 ottobre 1988) è un ex giocatore di football americano statunitense che ha militato nel ruolo di cornerback nella National Football League (NFL). Fu scelto nel corso del sesto giro (188º assoluto) del Draft NFL 2011 dagli Indianapolis Colts. Al college ha giocato a football coi Michigan State Spartans.

## Carriera

### Indianapolis Colts
Rucker fu scelto nel corso del sesto giro del Draft 2011 dagli Indianapolis Colts. Nella sua stagione da rookie disputò 15 partite, 4 delle quali come titolare, mettendo a segno 36 tackle e 2 passaggi deviati. A fine stagione fu svincolato.

## Statistiche
| Partite totali             | 15 |
| Partite totali da titolare | 4  |
| Tackle totali              | 36 |
| Intercetti fatti           | 0  |
| Fumble forzati             | 0  |